# سیاه‌مرغ تک‌رنگ
سیاه‌مرغ تک‌رنگ (نام علمی: Agelasticus cyanopus) نام یک گونه از تیره سیاه‌پره‌ایان است.